# Beveren
Beveren es un municipio de Bélgica en la provincia de Flandes Oriental. El municipio comprende las ciudades de la propia Beveren, Doel, Haasdonk, Kallo, Kieldrecht, Melsele, Verrebroek y Vrasene.
A 1 de enero de 2019, Beveren tenía una población de 48.668 habitantes. La superficie total es de 150,18 km² de lo que resulta una densidad de población de 324 habitantes por km².
Gran parte del puerto de Amberes está situada en Beveren, en el margen izquierdo del río Escalda. Sus amplias instalaciones industriales, entre ellas la planta de energía nuclear de Doel, permiten que Beveren disfrute de las tasas de impuestos municipales más bajas por habitante.
Beveren es el centro político más antiguo de la región de Waasland, históricamente la parte nordeste del antiguo condado de Flandes. Se conservan dos castillos de la época feudal: el Castillo de Cortewalle (del siglo XV) y el Castillo de Ter Saksen (del siglo XVIII, hoy en ruinas y convertido en parque). Antes de 1334 Beveren fue señorío de Simón de Mirabello, que había tomado el apellido van Halen de su primitivo señorío de Halen y era cuñado del Conde de Flandes por estar casado con Isabel Van Lierde (De Nevers), hermana natural del Conde. En 1334 el Conde Luis de Nevers recuperó el señorío de Beveren.    
Durante la guerra de los Ochenta Años, fue el cuartel general de las tropas españolas de Alejandro Farnesio, durante el asedio de Amberes.    

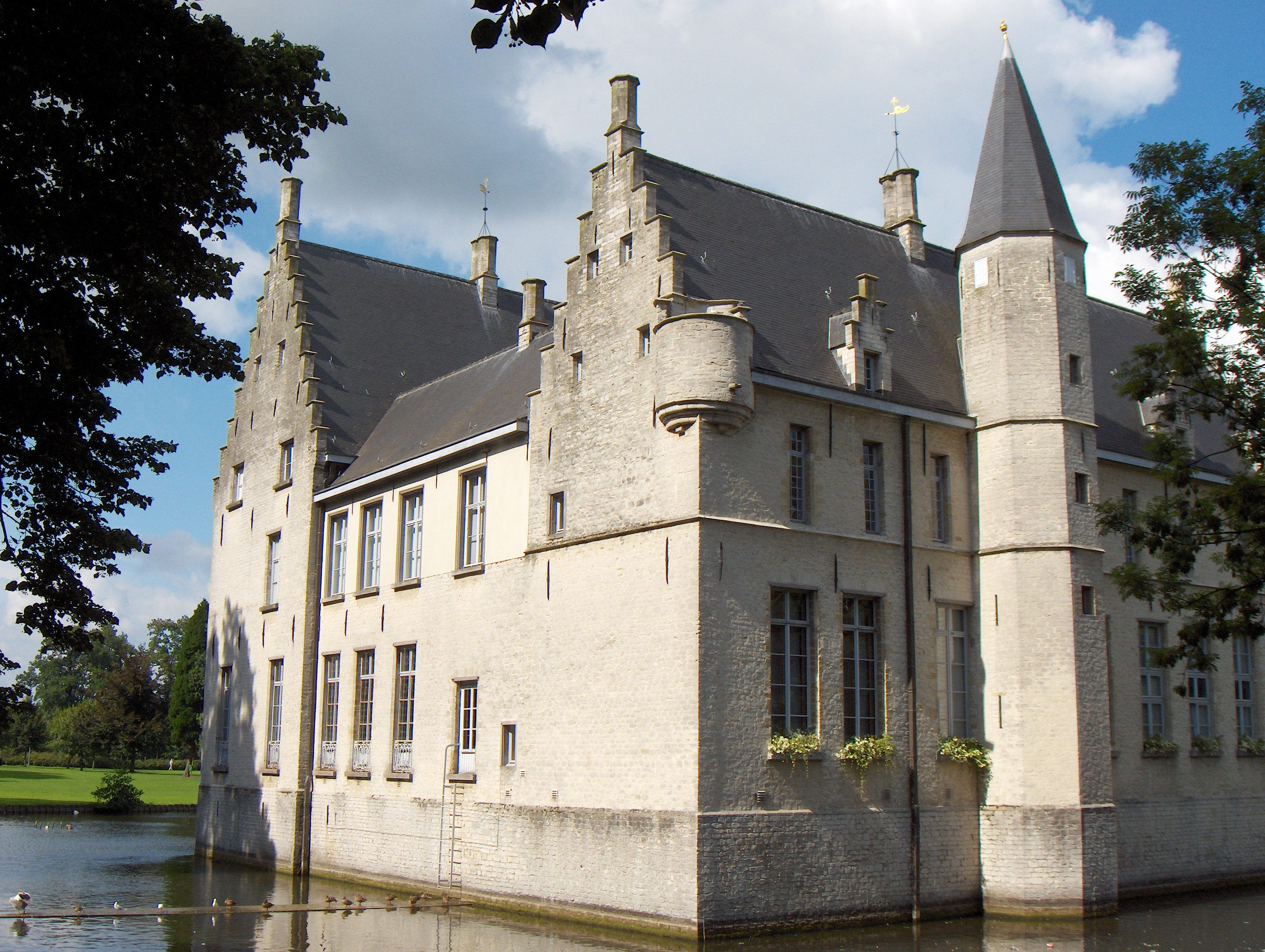
Castillo de Cortewalle.

## Demografía

### Evolución
Todos los datos históricos relativos al actual municipio, el siguiente gráfico refleja su evolución demográfica, incluyendo municipios después de efectuada la fusión el 1 de enero de 1977.
| Gráfica de evolución demográfica de Beveren entre 1846 y 2019 |
|                                                               |